# 2013 في البحرين
أحداث القوائم التالية التي وقعت خلال 2013 في البحرين.

## المناصب العليا
- الملك: حمد بن عيسى بن سلمان آل خليفة
- رئيس الوزراء: خليفة بن سلمان بن حمد آل خليفة

## الأحداث

### يناير
- 11 يناير: حريق في سكن عمال أجانب في المنامة مما أسفر عن مقتل 13 أجنبي.[1]

### فبراير
- 14 فبراير: الاحتجاجات البحرينية 2011
  - إطلاق النار على طفل يبلغ من العمر 16 عاما بالرصاص من مسافة قريبة في قرية الديه غرب المنامة.
  - مقتل ضابط شرطة بعد أن ألقى مثيرو شغب قنابل حارقة على دوريته في قرية السهلة غرب المنامة.
  - دعت منظمة العفو الدولية النظام البحريني للإفراج عن سجناء الرأي الذين تحتجزهم.

### أغسطس
- 14 أغسطس: أطلقت شرطة البحرين الغاز المسيل للدموع لتفريق المتظاهرين المشاركين في المظاهرات المؤيدة للديمقراطية.

### أكتوبر
- 23 أكتوبر: مراهق يموت بعد الانفجار الذي وقع في قرية بني جمرة شرق العاصمة المنامة.